# ビュー・フォート地区
ビュー・フォート地区（英語: Vieux Fort District）は、セントルシアの地区のひとつ。首府はビュー・フォート。

## 隣接行政区画
- ラボリー地区
- ミクッド地区